# ایبیگاوا، گیفو
ایبیگاوا، گیفو (به لاتین: Ibigawa, Gifu) یک منطقهٔ مسکونی در ژاپن است که در استان گیفو واقع شده‌است. ایبیگاوا  ۲۳٬۳۹۸ نفر جمعیت دارد.